# Super Video Recording

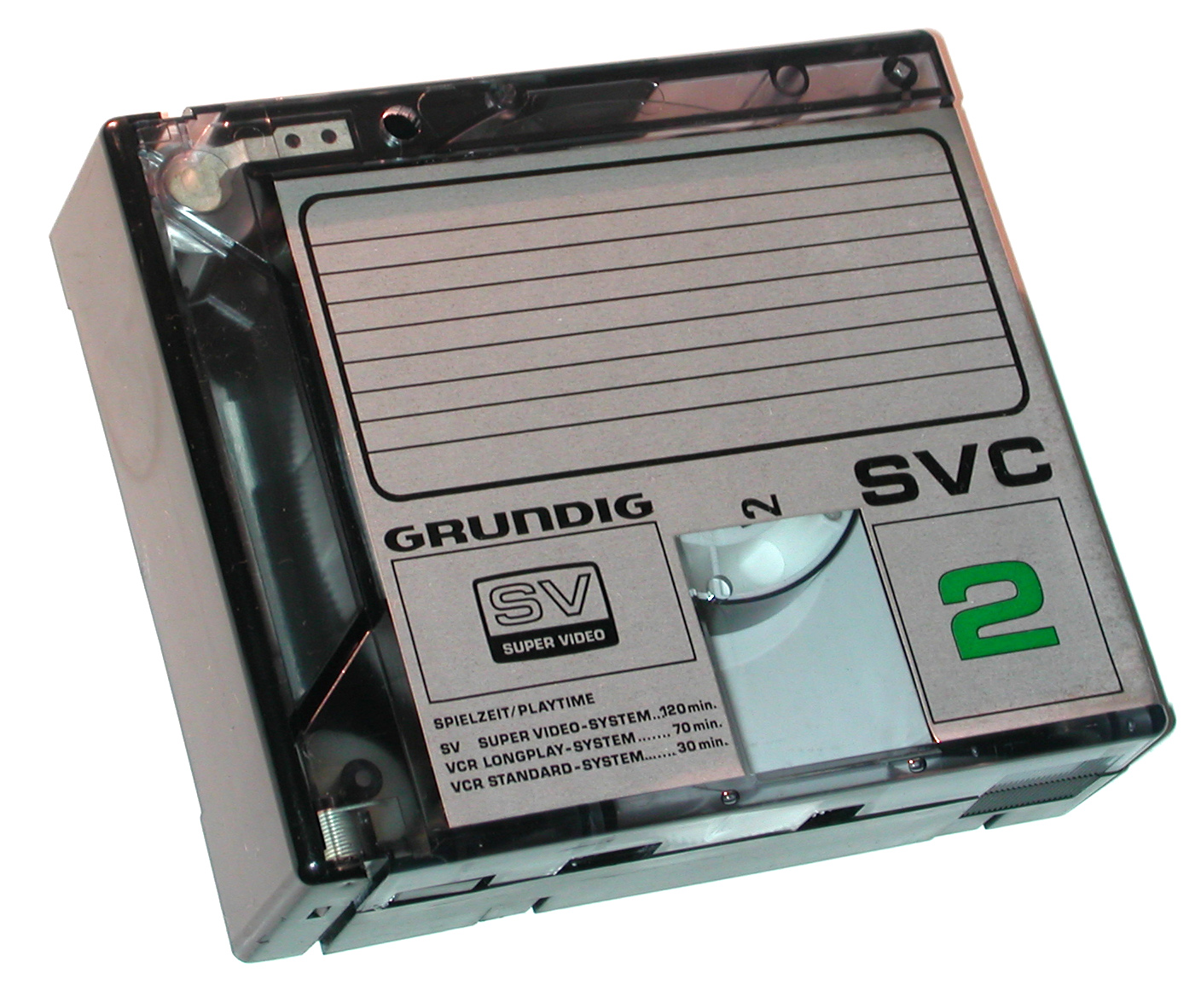
Super Video-Kassette

Super Video Recording (abgekürzt SVR) ist eine 1978 von der Grundig AG im Alleingang auf den Markt gebrachte Systemvariante des VCR-Systems, einem Videobandverfahren zur Aufzeichnung von Fernsehbildern im CCIR-Standard 601 plus Farbe (PAL-Verfahren).
Als Besonderheit bot es eine ununterbrochene Laufzeit von mehr als fünf Stunden bei einer sehr guten Bildqualität. Die Geräte erwiesen sich jedoch als reparaturanfällig. Grundig produzierte auch nie für die USA, den zu dieser Zeit größten Markt für Unterhaltungselektronik, so dass eine verbilligende Großserienproduktion nie erreicht wurde.
Das System wurde 1981, anderthalb Jahre nach Einführung des Video-2000-Formats, wieder aufgegeben.